# Ambilight
Ambilight (forkortelse for Ambient Lighting Technology) er en teknologi, opfundet af Philips, der skaber lyseffekter omkring fjernsynet, der svarer til billedet på skærmen. Virksomheden hævder, at denne teknologi giver en større virtuel skærm og en mere intens oplevelse af indholdet. Desuden hævder Philips, at Ambilight også mindsker synligheden af det typiske LCD-problem, hvor kontrastforholdene i kanten af skærmen forringes i forhold til det på resten af skærmen.